# Amoturoides
Amoturoides is een geslacht van vliesvleugeligen uit de familie Torymidae. De wetenschappelijke naam van dit geslacht is voor het eerst geldig gepubliceerd in 1932 door Girault.

## Soorten
Het geslacht Amoturoides omvat de volgende soorten:
- Amoturoides breviscapus Girault, 1932
- Amoturoides pachymerus Boucek, 1978